# 三一减租运动
三一减租运动（Tebhaga movement）是1946年至1947年间，全印农民联盟（印度共产党的农民战线）在孟加拉地区发起的大规模农民运动，其诉求为保留三分之二收成。

## 历史
当时佃农把一半收成给地主。三一减租运动的要求是把给地主的份额减少到三分之一。
1946年，佃农们开始声称他们只会支付三分之一。孟加拉国土地税收委员会已经在向政府提交的报告中提出了这一建议，这使佃农感到鼓舞。这场运动导致了乔特达和佃农之间的冲突。
为了应对这种不安情绪，该地的穆斯林联盟部门发起了《巴尔加达里法案》，该法规定，给予地主的收成份额将限制在总收成的三分之一。然而，这项法律并没有得到充分实施。孟加拉土地税收委员会（通常被称为弗劳德委员会），建议支持佃农。

## 领导者
- 伊拉·米特拉
- 堪萨斯·哈尔德
- 蒙尼·辛格
- Bishnu Chattopadhyay
- 拉苏尔先生
- 蒙尼·古哈
- 查鲁·马宗达
- 阿巴尼·拉希里
- 古鲁达斯·塔卢克达
- 萨马尔·甘古利
- 比奥拉·马吉
- Sudher Mukherjee
- 苏迪帕·森
- 蒙尼·克里希纳·森
- 苏伯德·罗伊

## 扩展阅读
- Kunal Chattopadhyay, Tebhaga Andolaner itihas, Progressive Publishers, Kolkata, 1986
- Susnata Das, "Abibhakta Banglar Krishak Sangram :Tebhaga Andolan(1946–47),Kolkata,2002(in Bengali)
- Adrienne Cooper, Sharecropping
- Tebhaga Sketches and Wood Engravings by Somnath Hore（页面存档备份，存于）
- Chapter on Tebhaga movement in Jyoti Basu's memoirs